# Le Crabe aux pinces d'or
Vous lisez un « bon article » labellisé en 2022.
Le Crabe aux pinces d'or est le neuvième album de la série de bande dessinée Les Aventures de Tintin, créée par le dessinateur belge Hergé.  L'histoire est pré-publiée en noir et blanc du 17 octobre 1940 au 18 octobre 1941, d'abord dans les pages du Soir-Jeunesse, le supplément hebdomadaire du journal Le Soir, puis dans Le Soir lui-même, après la suppression du supplément en raison des difficultés d'approvisionnement en papier dans le contexte de l'occupation allemande de la Belgique. La version originale est éditée à la fin de l'année 1941 en album de 100 planches aux éditions Casterman, tandis que la version en couleur, ramenée à soixante-deux planches, paraît chez le même éditeur en 1943.
Cette aventure marque l'entrée du capitaine Haddock dans la série. Commandant du cargo Karaboudjan, sans en être maître à bord, il est maintenu dans un état d'ivresse permanent par les membres de son équipage qui peuvent ainsi poursuivre leur trafic d'opium dissimulé dans des boîtes de crabe. Tintin, qui enquête sur les malfaiteurs, est retenu prisonnier à bord du navire, mais parvient à s'en échapper en compagnie du capitaine. L'aventure les mène jusqu'à Bagghar, un port fictif de la côte marocaine, où les deux hommes finiront par déjouer les plans des trafiquants.
À travers l'apparition du capitaine, l'auteur trouve un nouvel ingrédient narratif, mais il apporte également un surplus d'humanité dans ses Aventures. Doté d'un visage plus expressif et d'une vie intérieure plus tourmentée que Tintin, Haddock est un héros plus humain, auquel les lecteurs s'identifient plus facilement. Aux côtés de Tintin, le capitaine entre sur la voie de la rédemption. Bien qu'il peine à se libérer de ses pulsions destructrices et de sa dépendance à l'alcool, Haddock retrouve au fil du récit l'estime de lui-même et celle des autres.
Le Crabe aux pinces d'or marque une autre évolution sur le plan narratif. La modification du format de publication entre le début et la fin du récit contraint Hergé à proposer un nouveau découpage de l'aventure. L'improvisation que permettait une publication hebdomadaire n'étant plus possible, le dessinateur travaille sa technique pour maintenir l'attention de son lecteur au terme de chaque strip diffusé quotidiennement.
Par ailleurs, l'album propage un certain nombre de stéréotypes coloniaux et contribue à donner une vision d'un Orient fantasmé et merveilleux, comme auparavant Les Cigares du pharaon, ou après lui Tintin au pays de l'or noir et Coke en stock. D'autres thèmes déjà abordés dans de précédents albums sont aussi présents dans cette aventure, comme le trafic d'opium ou le faux-monnayage, tandis que l'essayiste Jean-Marie Apostolidès y découvre plusieurs allusions à la sexualité refoulée.
Enfin, Le Crabe aux pinces d'or bénéficie de plusieurs adaptations radiophoniques, télévisuelles et cinématographiques. Le film Les Aventures de Tintin : Le Secret de La Licorne, réalisé par Steven Spielberg en 2011, est en partie adapté de l'album.

## L'histoire

### Résumé

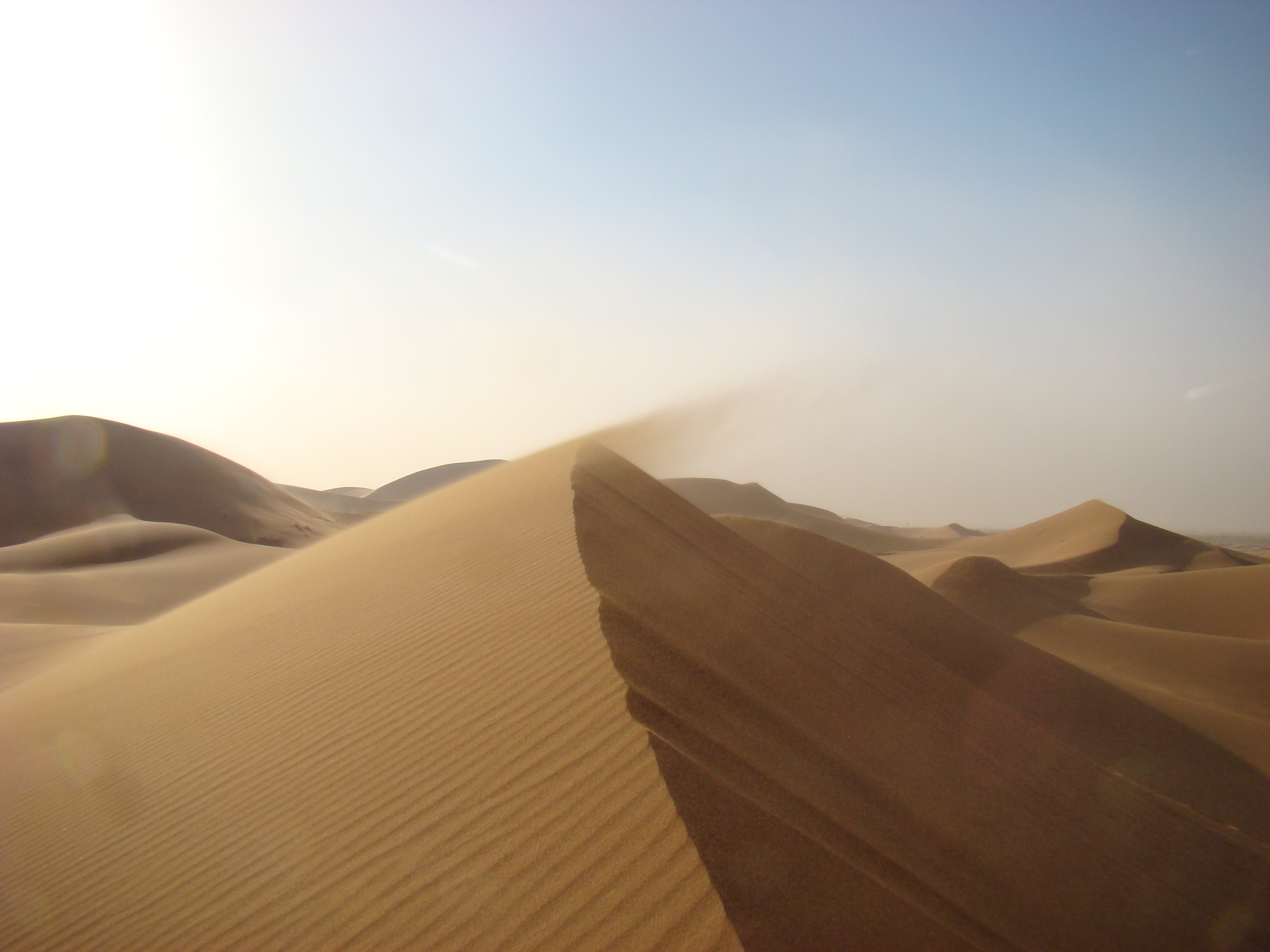
Tintin et le capitaine Haddock sont égarés en plein désert du Sahara.

Tintin s'intéresse à la mort d'un marin noyé, dont le corps est retrouvé dans un port. Un lien avec une boîte de crabe vide trouvée par Milou dans une poubelle apparaît quand les Dupondt découvrent dans les vêtements du marin un message sur un papier d'emballage de ces boîtes de conserve. Ce message comporte un mot aux consonances arméniennes : « Karaboudjan », qui s'avère être le nom d'un cargo. Tintin enquête sur ce navire puis est retenu prisonnier à bord par l'équipage.
Il découvre par la suite que ces boîtes contiennent en fait de l'opium. C'est en cherchant à s'évader qu'il rencontre le capitaine Haddock, en pénétrant dans sa cabine par le hublot. Ce dernier n'est plus le maître à bord : son lieutenant Allan Thompson l'abreuve inlassablement de whisky pour exercer lui-même le commandement. Tintin apprend à Haddock, stupéfait, que son équipage est impliqué dans un trafic de drogue.
Tous deux décident de fuir ensemble à bord d'une chaloupe, accompagnés de Milou, puis détournent l'hydravion des bandits venus les neutraliser. Tintin et Haddock tentent de rejoindre l'Espagne mais à cause d'une tempête, puis d'une crise provoquée par l'ivresse du capitaine, l'appareil s'écrase en plein Sahara. Les voilà perdus en plein désert, au « pays de la soif », comme le répète Haddock, condamné à une abstinence qui le mène au delirium tremens. Les deux hommes tombent inanimés, puis se réveillent au poste marocain d'Afghar, dirigé par le lieutenant Delcourt. Après une courte période de repos, les héros franchissent le désert à dos de dromadaire, affrontant au passage des pillards Berabers, et finissent par atteindre Bagghar, un grand port de la côte marocaine.
Cette ville est la destination du Karaboudjan, qui a officiellement porté disparu entre-temps, mais les héros soupçonnant le bateau d'être arrivé à destination, le retrouvent sous un faux nom, le Djebel Amilah qu'Allan et ses hommes de main ont en effet maquillé. Sur place, le jeune reporter, aidé des Dupondt, s'emploie à démasquer les trafiquants et leur chef Omar Ben Salaad, l'homme le plus respecté de Bagghar, tout en aidant Haddock à combattre son alcoolisme.

### Personnages et lieux visités
Tintin est un jeune reporter au visage d'adolescent, neutre et impersonnel, dont l'âge est inconnu. Il est cependant reconnaissable à la houppe qu'il porte sur la tête et à ses pantalons de golf. Il est toujours accompagné de son chien Milou, qu'Hergé présente comme un fox-terrier à poil dur, dont la gourmandise et la curiosité sont caractéristiques : dans cette aventure, il se régale notamment d'un os de dromadaire qu'il trouve dans le désert. Les inséparables détectives Dupond et Dupont sont facilement reconnaissables à leur chapeau melon et leur costume noir. Seule la moustache permet de les différencier : celle de Dupond est taillée droite tandis que celle de Dupont est recourbée vers l'extérieur. Devenus des personnages centraux de la série dans l'album précédent, Le Sceptre d'Ottokar, ils occupent cette fois encore un rôle important dans l'intrigue.
Outre ces personnages récurrents, Hergé en crée de nouveaux pour cette aventure. Le capitaine Haddock fait sa première apparition. Vêtu d'un pull à col roulé bleu frappé d'une ancre marine au milieu de la poitrine, il porte d'épais cheveux noirs et une barbe hirsute. Commandant du Karaboudjan, Haddock a perdu toute autorité : c'est un ivrogne que son lieutenant fournit en alcool pour mener tranquillement son trafic de stupéfiants. La dépendance à l'alcool du capitaine et les nombreux jurons qu'il profère constituent les principaux traits de son caractère instable : il passe en peu de temps d'un état de désespoir profond à une situation d'extrême activité. Son lieutenant Allan Thompson effectue lui aussi sa première apparition : bien qu'il soit présent dans le quatrième volet de la série, Les Cigares du pharaon, il n'a en fait été ajouté que lors de la modernisation et de la mise en couleurs de cet album, en 1955, soit quatorze ans après la production du Crabe aux pinces d'or. C'est un personnage vil qui profite des faiblesses du capitaine pour être le véritable maître à bord du cargo. À la fin de l'album, il est démasqué par Haddock qui reconnaît le Karaboudjan sous les traits d'un navire rebaptisé Djebel Amilah.
D'autres personnages font ici leur seule apparition dans la série de bande dessinée : c'est le cas notamment du riche marchand marocain Omar Ben Salaad[réf. nécessaire], du lieutenant Delcourt ou de l'agent de la Sûreté japonaise Bunji Kuraki[réf. nécessaire].
Comme dans les aventures précédentes, le récit débute en Belgique, bien que le pays ne soit pas cité,. Après une traversée de l'océan Atlantique à bord du Karaboudjan, « le lieu le plus pourri que le héros ait connu », puis du désert saharien, l'intrigue se dénoue au Maroc, où Hergé invente deux lieux fictifs : tout d'abord le poste avancé d'Afghar, où Tintin et le capitaine sont recueillis par des méharistes, puis la ville de Bagghar située sur la côte.

## Création de l'œuvre

### Contexte d'écriture

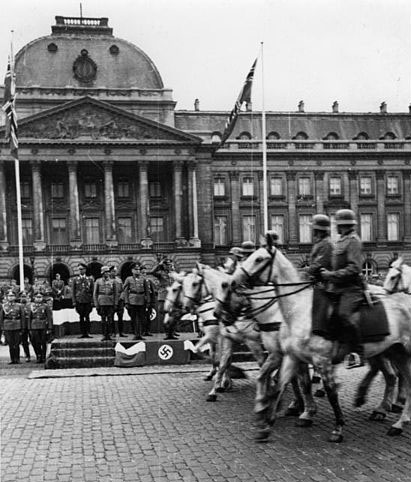
Parade de cavaliers allemands devant le Palais royal de Bruxelles, peu après l'invasion.

Mobilisé après le déclenchement de la Seconde Guerre mondiale, Hergé maintient son activité et envoie depuis sa caserne les dessins de sa nouvelle aventure, L'Or noir, au rythme de deux planches par semaine. L'invasion de la Belgique en mai 1940 par l'armée allemande entraîne pourtant la fermeture du Petit Vingtième et avec elle l'interruption du nouveau récit.
À partir du 28 mai 1940, la Belgique subit l'occupation de son territoire, mais ce contexte de guerre constitue paradoxalement un certain « âge d'or » de la création. Hergé, comme d'autres artistes, veut s'assurer des revenus réguliers et ne pas se faire oublier des lecteurs. Au mois d'octobre suivant, il rejoint le quotidien Le Soir dont la publication se poursuit sous l'impulsion de journalistes collaborateurs et avec l'accord de la propagande nazie qui en fait « un instrument privilégié de pénétration de l'opinion publique ».
Le nouveau rédacteur en chef du journal, Raymond de Becker, lui confie la responsabilité d'un supplément pour la jeunesse, Le Soir-Jeunesse, pour lequel Hergé est assisté de Paul Jamin et Jacques Van Melkebeke,. La bande dessinée est publiée pour la première fois dans Le "Soir Jeunesse", le 17 octobre 1940, le jour même où la nouvelle d'Edgar Allan Poe, Le Scarabée d'or, est également publiée dans le même journal.

### Écriture du scénario
Dans les albums parus avant la guerre, Hergé cherchait à inscrire son récit dans l'actualité de son époque. Ainsi, Le Lotus bleu évoque l'incident de Mukden et l'invasion japonaise de la Mandchourie, L'Oreille cassée transpose la guerre du Chaco entre la Bolivie et le Paraguay, tandis que Le Sceptre d'Ottokar peut être vu comme le récit d'un « Anschluss raté ». Pour cette nouvelle aventure, le dessinateur tient cette fois l'actualité à distance, et le contexte de l'occupation allemande n'est pas évoqué. Il s'inspire néanmoins d'un fait divers ayant fait les titres des journaux à cette époque à travers l'enquête menée par les Dupondt sur les fausses pièces de monnaie en circulation.
Pour écrire son scénario, Hergé reprend une longue note consignée dans ses carnets quelques mois plus tôt. Cette première ébauche évoque le personnage d'un riche planteur chilien, Miguel Castanesa, propriétaire d'un yacht, le Sphynx, qu'il utilise pour se livrer au trafic de cocaïne dissimulée dans des conserves de crabe. Le dessinateur évoque d'autres pistes, s'agissant de la nationalité du trafiquant et des autres personnages prenant part à la contrebande, notamment celle d'un agent japonais à qui un marin de l'équipage est prêt à révéler le trafic après une altercation avec son patron. L'auteur développe peu à peu ces différentes idées dans les marges de son carnet pour aboutir, après de multiples retouches, à l'intrigue définitive du Crabe aux pinces d'or.
Bien qu'Hergé élabore seul son récit, l'influence de son collaborateur Jacques Van Melkebeke se ressent dans un élément du scénario qui contient une référence biblique : la traversée du « pays de la soif » par Tintin et le capitaine Haddock apparaît comme un écho de l'Exode hors d'Égypte des Hébreux conduits par Moïse et Aaron.

### Sources et inspirations

#### Décors et paysages

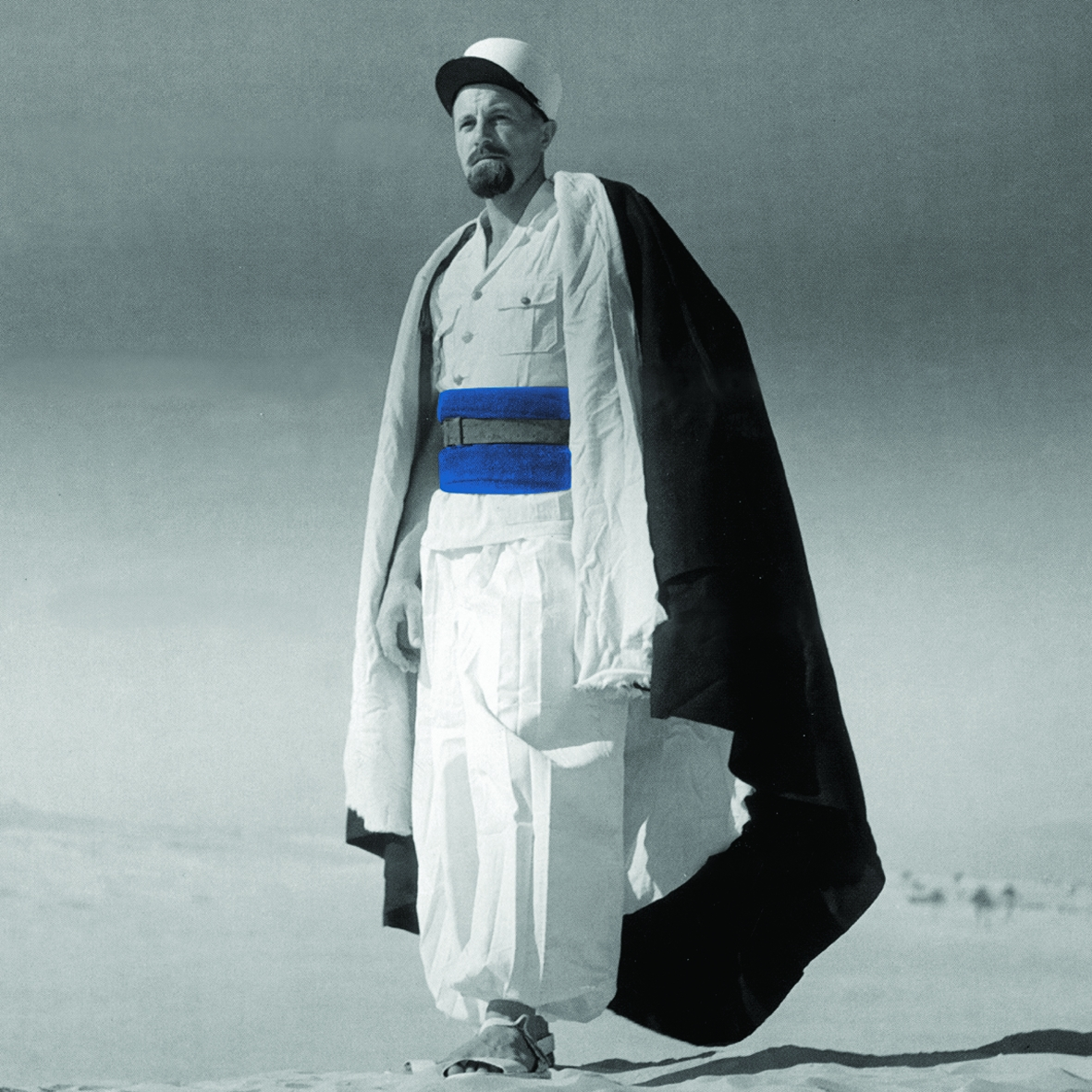
Uniforme de méhariste saharien.

Pour imaginer la scène de l'attaque dans le désert, Hergé s'est appuyé sur un roman de Joseph Peyré, L'Escadron blanc, publié en 1931, qui raconte les poursuites entre des méharistes sahariens et une bande de pillards dans le désert,. Dans la bande dessinée comme dans le roman, les pillards en question sont des Berabers, un peuple faisant partie de celui des Berbères. De même, le nom du poste avancé d'Afghar, inventé par Hergé, rappelle celui du roman, appelé Adghar.

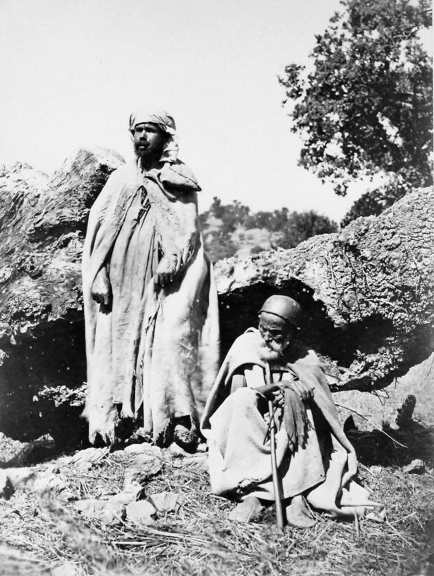
Des paysans kabyles portant un burnous.

Bien que fictive, la ville portuaire de Bagghar, qu'Hergé situe au Maroc, est inspirée d'une ville réelle. Sa médina au pied d'une colline évoque celle de Tanger : la case présentant un panorama de Bagghar est d'ailleurs dessinée à partir d'un croquis de Tanger vu depuis le cap Malabata, sur le détroit de Gibraltar. Pour concevoir les décors urbains, Hergé utilise des éléments interchangeables d'un album à l'autre. Les images de Bagghar se rapprochent de celles des villes du Moyen-Orient présentes dans Les Cigares du pharaon. Le même vocabulaire architectural s'y retrouve sans variation, comprenant mosquées, arcs outrepassés ou minarets, et tend ainsi à montrer le monde arabe comme un seul et même territoire, où le décor est à peu près le même partout : des oasis de vies humaines au milieu d'un désert immense, vide et hostile. Selon la géographe Anna Madœuf, « L'Orient d'Hergé n'est jamais absolument réel, ni tout à fait improbable, au point d'être son propre pastiche. Tout est plausible, mais presque tout peut se révéler factice ». Chaque élément de ce décor est cependant documenté à partir de photographies, qu'il s'agisse de bâtiments ou d'éléments plus secondaires comme les burnous que portent les habitants de Bagghar sur leurs djellabas.

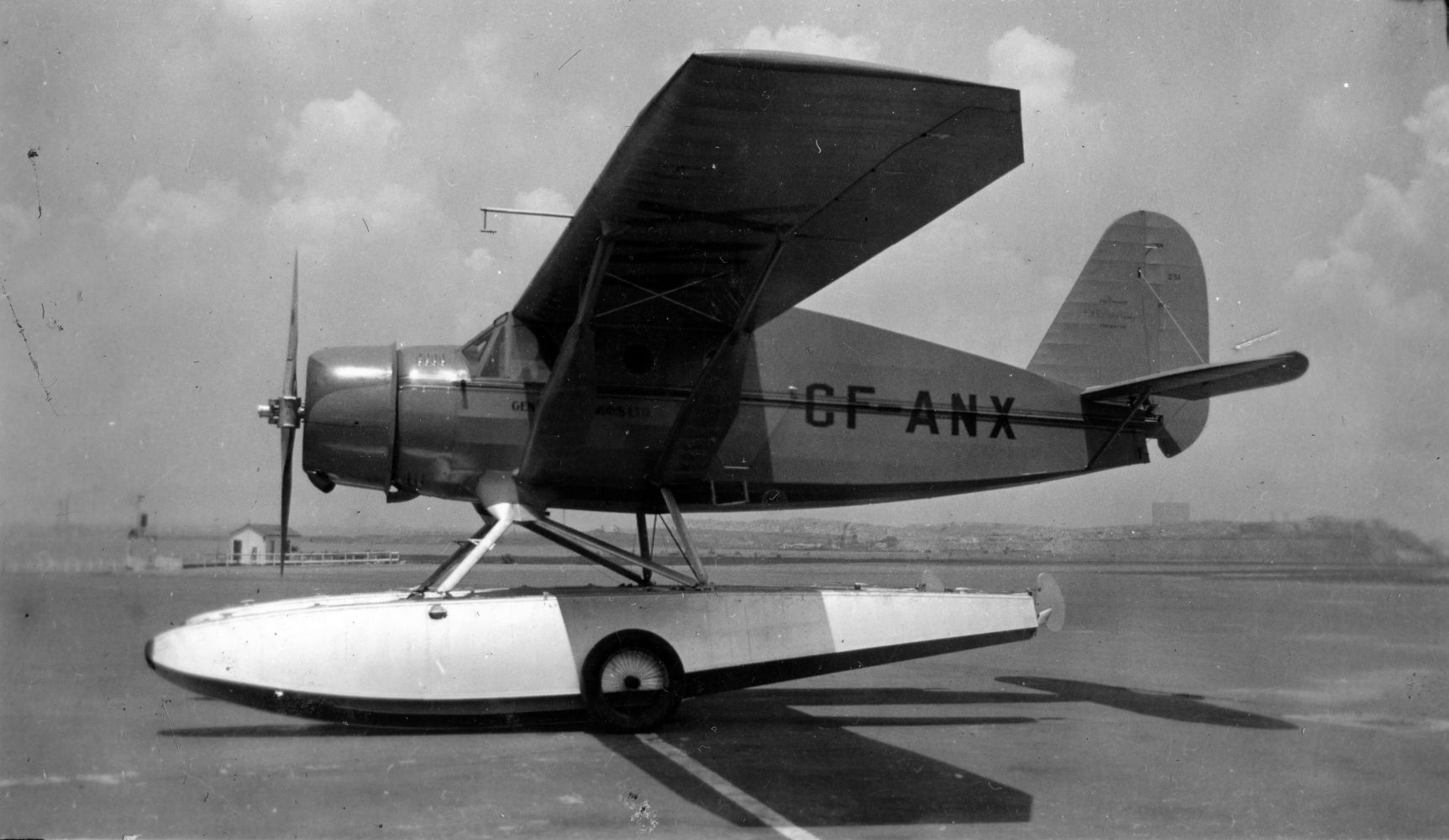
Un hydravion Bellanca 31-42 Pacemaker.

Le souci du réalisme se porte également sur les moyens de transport. Ainsi, l'hydravion dont Tintin et le capitaine s'emparent après en avoir essuyé les tirs, est une fidèle copie du modèle 31-42 Pacemaker du constructeur américain Bellanca. La voiture dans laquelle monte Tintin afin de poursuivre les ravisseurs du capitaine, avant de se rendre compte qu'elle est accidentée et attelée à une dépanneuse, est une Amilcar Compound. Tintin monte ensuite à bord d'un taxi rouge qui est la copie d'une voiture datant des années 1920, une Renault NN. Le nom du cargo Karaboudjan est un mot-valise inventé par Hergé à partir de deux toponymes géographiquement proches : Kara-Bougaz, le nom d'une lagune turkmène située à l'est de la mer Caspienne, qui est aussi le titre d'un roman de l'écrivain soviétique Constantin Paoustovski, et Azerbaïdjan. Une autre hypothèse évoque une référence au karabouya (ou carabouya), un bonbon aux saveurs d'anis et de réglisse vendu sur les marchés belges. L'allure générale du navire, amarré au port, est dessinée à partir d'une photographie du Glengarry de Glasgow. De même, la fuite de Tintin et du capitaine en canot de sauvetage est dessinée à partir d'une photographie du sauvetage des rescapés du Georges Philippar, un paquebot français ayant fait naufrage en 1932 au large d'Aden. L'origine du nom Djebel Amilah, utilisé par les trafiquants pour dissimuler le Karaboudjan, est incertain. Selon Yves Horeau, il s'agit d'une déformation du prénom Djamila, utilisé dans certains toponymes maghrébins, décomposé en Djebel, mot français emprunté à l'arabe et qui désigne une montagne, et Amilah.
Enfin, Hergé dessine dans cet album sa première scène de café, quand les Dupondt, installés à la terrasse du Café des sports, invitent Tintin à les rejoindre pour lui parler d'une affaire de faux-monnayage. Ces scènes restent rares dans l'univers de la série : par la suite, elles n'apparaissent que dans L'Étoile mystérieuse, Le Trésor de Rackham le Rouge et Coke en stock.

#### Références culturelles

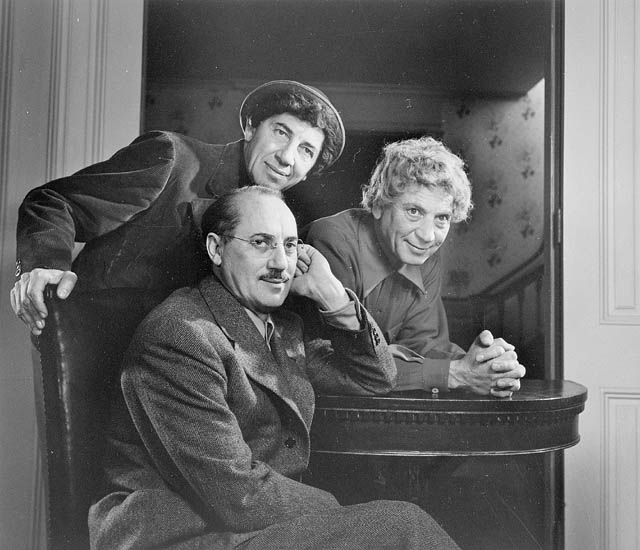
Un film des Marx Brothers inspire un gag à Hergé.

### Prépublication et parution en album

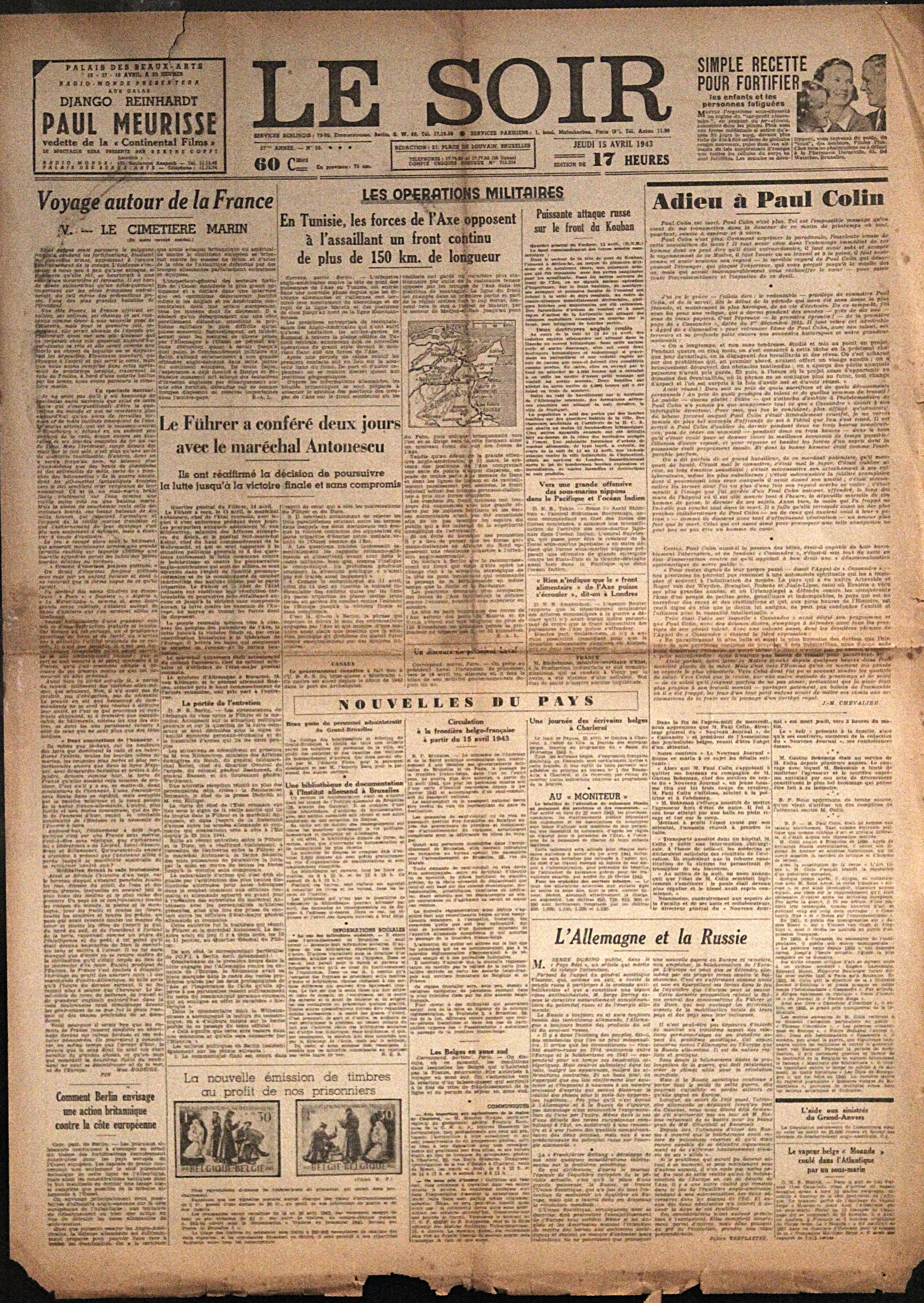
Le Soir (ici du 15 avril 1943) dans lequel sont publiés quotidiennement les derniers strips du Crabe aux pinces d'or.

#### Place de l'album dans la série

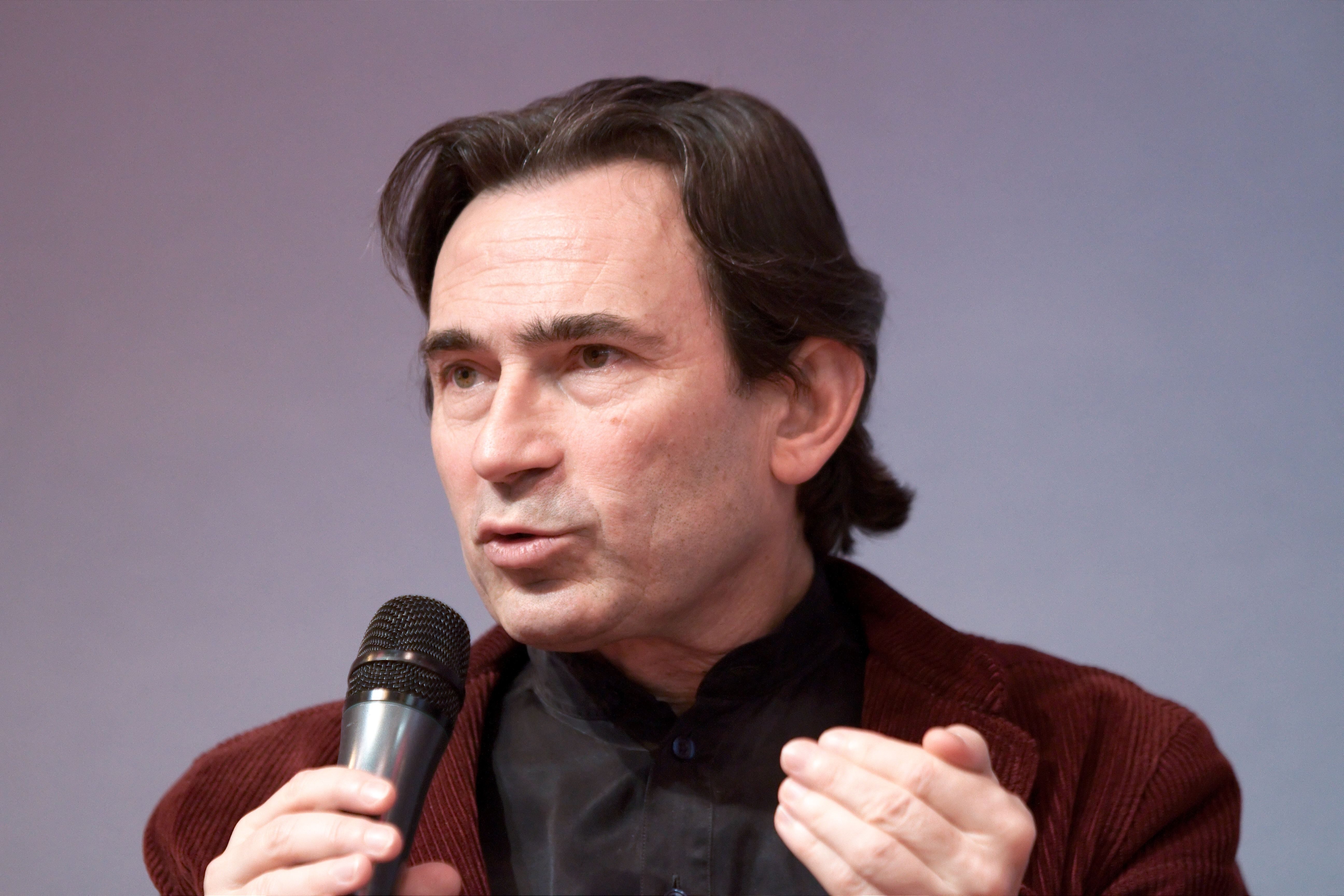
Benoît Peeters.
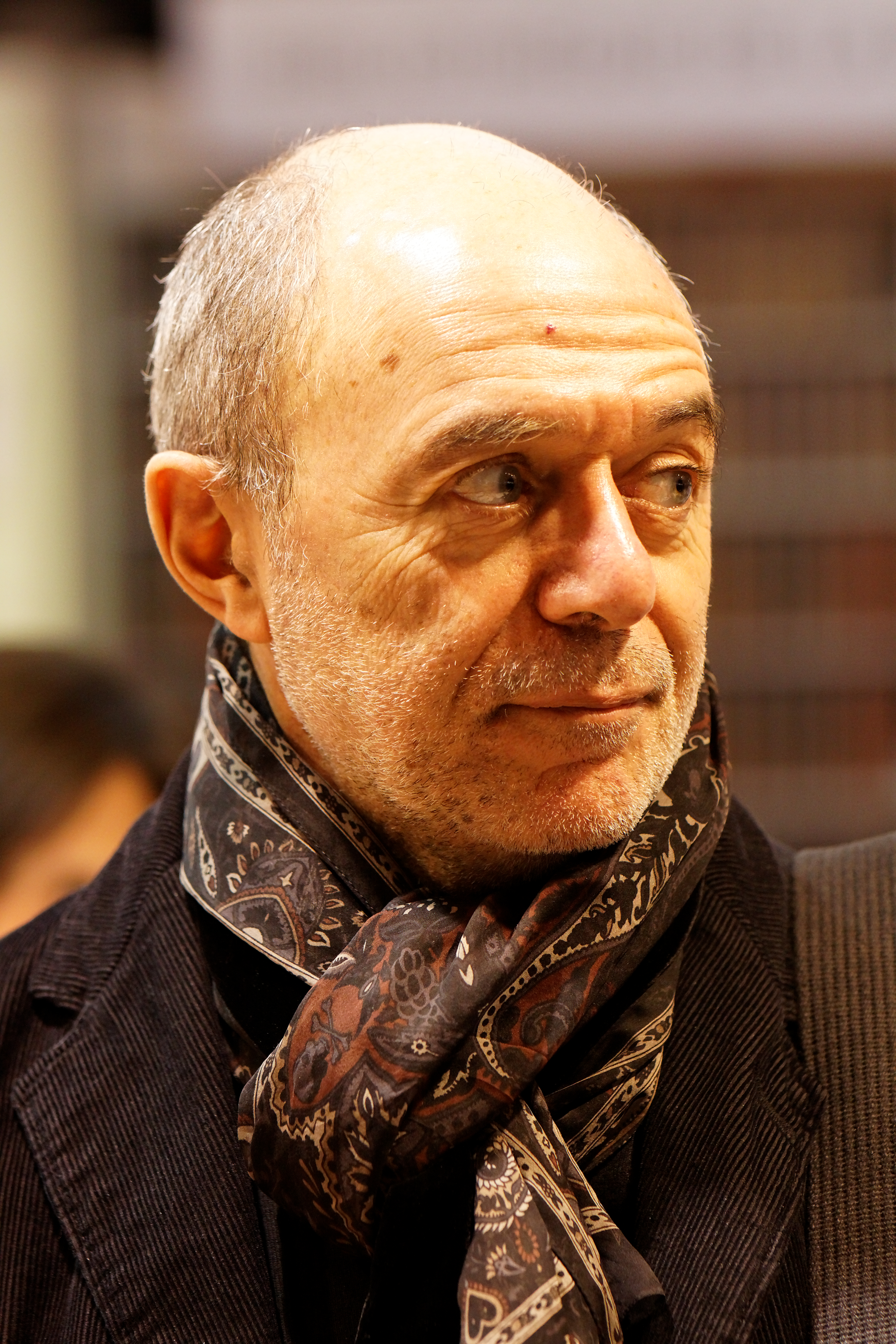
Pierre Assouline.
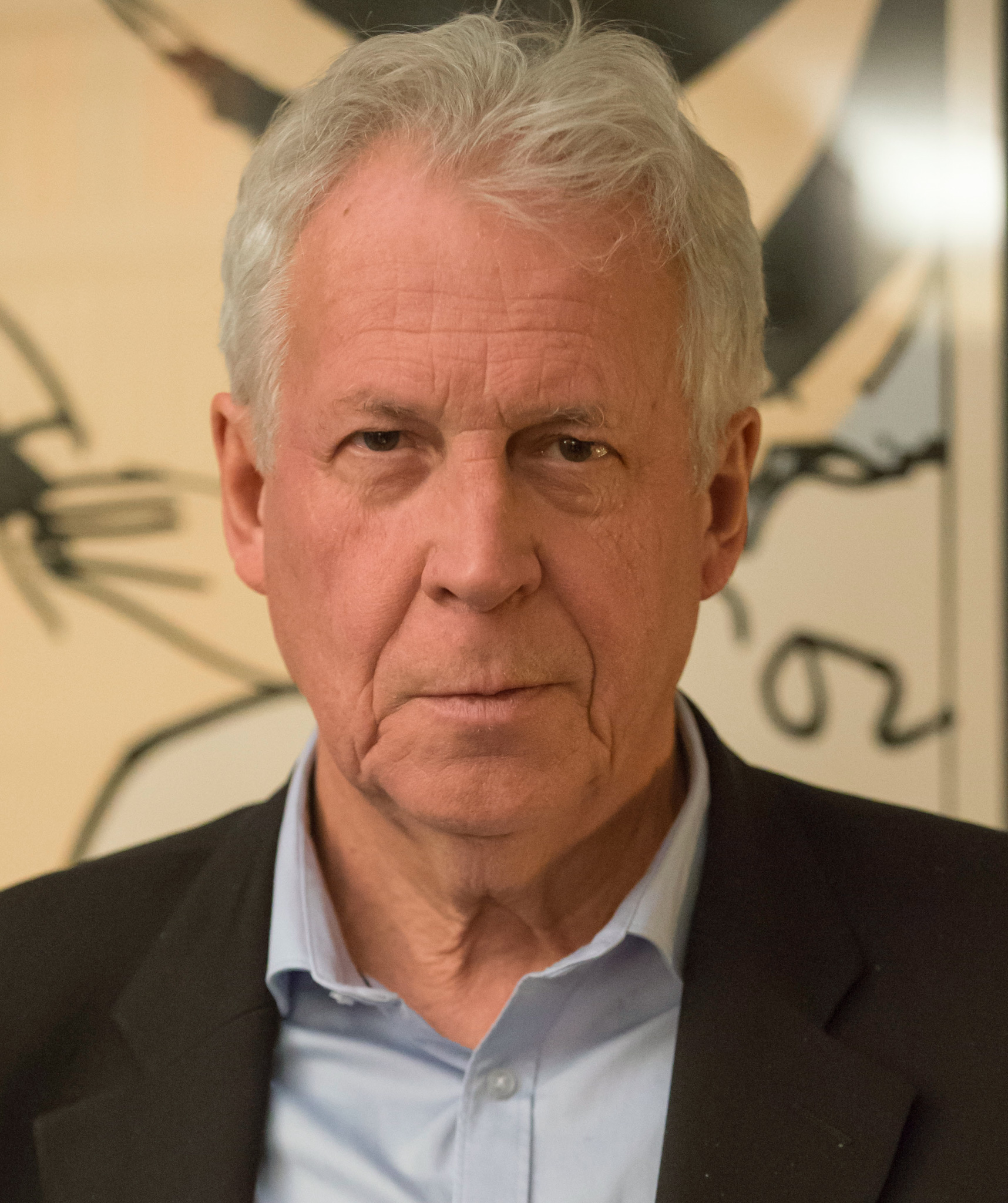
Michel Pierre.

#### Entrée de personnage essentiel : le capitaine Haddock

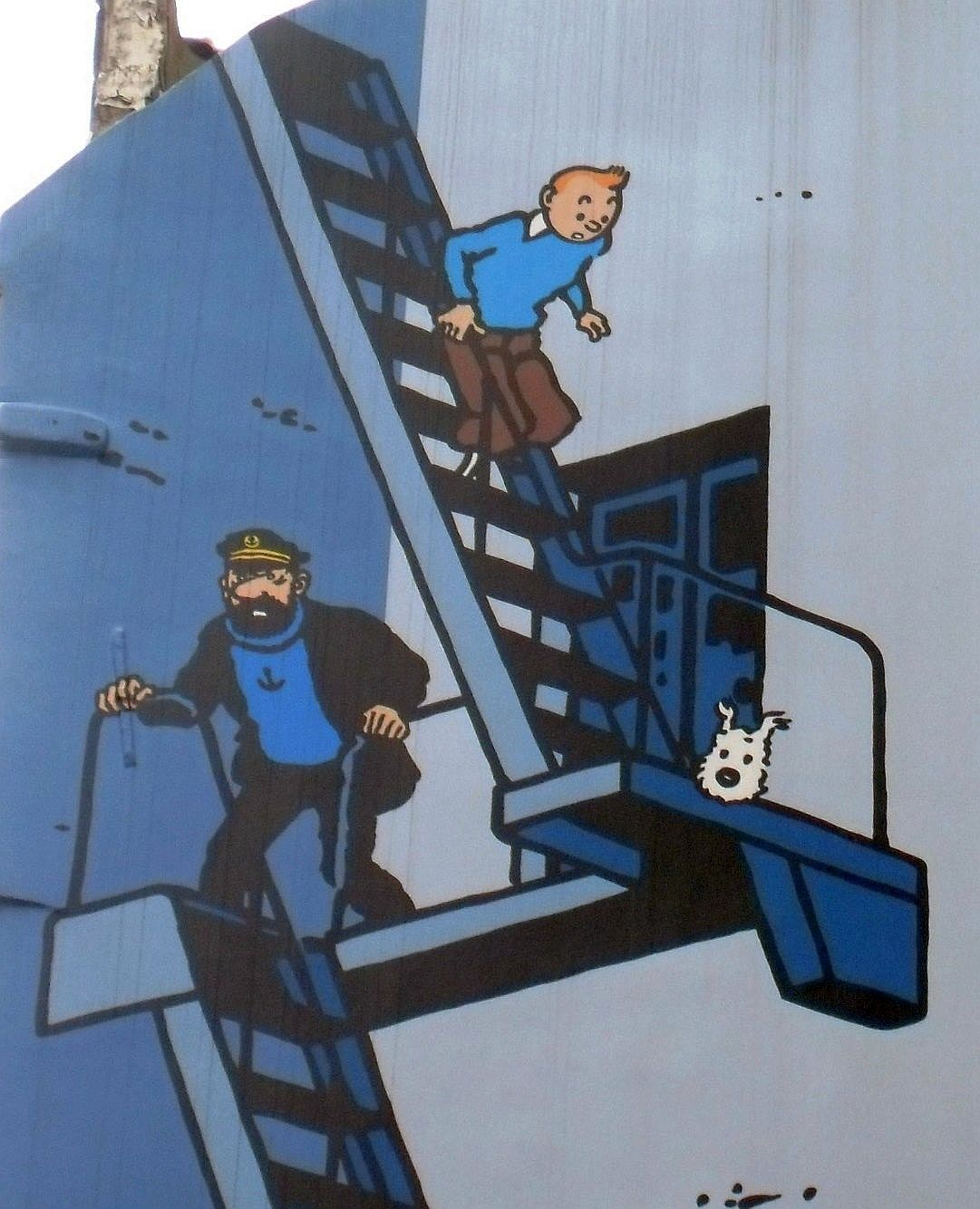
Tintin et Haddock sur le parcours BD de Bruxelles.

### Style graphique

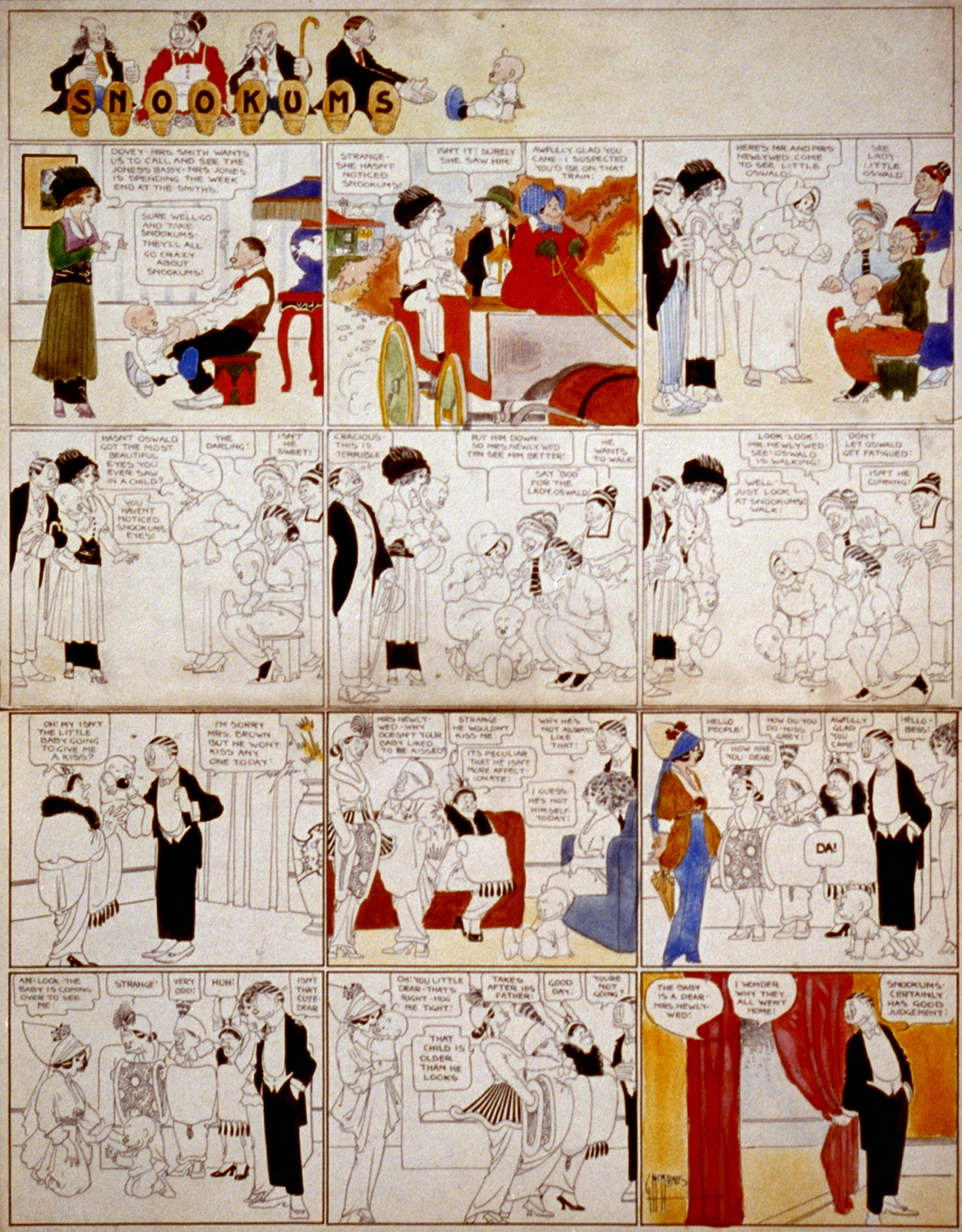
Les œuvres de George McManus figurent parmi les modèles d'Hergé.

#### Aventure éthylique mais surtout humoristique

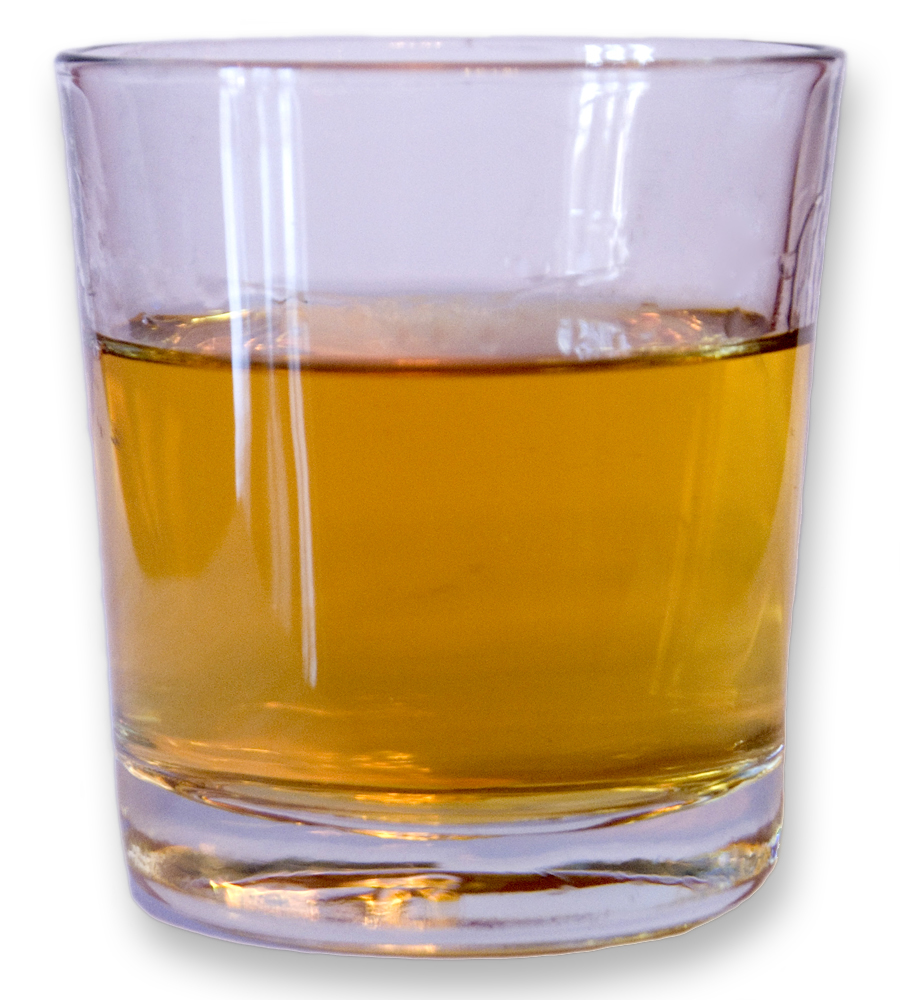
Un verre de whisky, la boisson favorite du capitaine.

#### Témoignage sur l'Orient vu de l'Occident

Le monde arabe est l'un des lieux privilégiés d'Hergé pour ses récits.